# Quadragesimo anno
Quadragesimo anno är en encyklika utgiven av påve Pius XI 1931 med anledning av 40-årsminnet av Leo XIII:s banbrytande socialencyklika Rerum novarum.
Pius uttalar sig mot att ett fåtal personer skall kontrollera finanskrafterna, och han förespråkar bland annat subsidiaritetsprincipen.